# Etchebar
Etchebar es una comuna francesa situada en el departamento de Pirineos Atlánticos, en la región de Nueva Aquitania.

## Demografía
| Gráfica de evolución demográfica de Etchebar entre 1800 y 2019 |
|                                                                |

Fuentes: Ldh/EHESS/Cassini e INSEE.

## Economía
La principal actividad es la agrícola (ganadería, pastos).